# Liu Ziye
Liu Ziye, född 449, död 466, var en kinesisk monark. Han var kejsare av Liu Song mellan 464 och 466. 